# تشو إيشيكاوا
تشو إيشيكاوا (باليابانية: 石川忠) هو موسيقي وملحن ياباني، ولد في 1966، وتوفي في 21 ديسمبر 2017.

## وصلات خارجية
- تشو إيشيكاوا على موقع IMDb (الإنجليزية)
- تشو إيشيكاوا على موقع ميوزك برينز (الإنجليزية)
- تشو إيشيكاوا على موقع ديسكوغز (الإنجليزية)
- تشو إيشيكاوا على موقع قاعدة بيانات الفيلم (الإنجليزية)